# Stephen Wright (Fußballspieler, 1980)
Stephen John Wright (* 8. Februar 1980 in Bootle, Liverpool, England) ist ein englischer Fußballspieler.

## Sportlicher Werdegang

### FC Liverpool
Als Jugendspieler schloss sich Stephen Wright im Juni des Jahres 1996 dem FC Liverpool an – obwohl er seit seiner Kindheit Anhänger des Lokalrivalen FC Everton gewesen war. Im August 1997 stieg er in die Profiabteilung des Vereins auf und saß am 24. November 1998 beim UEFA-Pokal-Spiel gegen Celta Vigo erstmals auf der Ersatzbank.
Um Spielpraxis zu bekommen, wurde er in der Saison 1999/2000 zweimal an Crewe Alexandra in die zweite Liga ausgeliehen und verlebte dort jeweils eine erfolgreiche kurze Zeit als Stammspieler. Am 29. November 2000 kam er schließlich auch für den FC Liverpool zu seinem Debüt und war Teil der Mannschaft, die im Ligapokal Stoke City mit 8:0 besiegte. Wright war dabei für Markus Babbel zur Halbzeit eingewechselt worden. Es folgten noch vier weitere Einsätze für den FC Liverpool, wozu auch ein Auftritt im Februar 2001 bei seinem künftigen Verein AFC Sunderland im Stadium of Light zählte.
Der gelernte Innenverteidiger und U-21-Nationalspieler wechselte während der Saison 2001/02 auf die rechten Außenposition und konnte sich dort immer besser in der Mannschaft etablieren. Seiner ersten roten Karte in der Partie gegen Charlton Athletic im Stadion The Valley folgte nur drei Tage später das erste Tor für den FC Liverpool beim 2:0-Sieg gegen Borussia Dortmund in der Champions League.

### AFC Sunderland
Da Wright letztlich der endgültige Durchbruch aber nicht gelingen sollte, wechselte er im August 2002 in Höhe eines Gesamttransfervolumens von drei Millionen britischen Pfund – und einer sofortigen Zahlung von 1,5 Millionen Pfund – zum Ligakonkurrenten AFC Sunderland. Dort erhielt er das Trikot mit der Nummer 2 und wurde auf Anhieb als Ersatz des zum FC Basel abgewanderten Bernt Haas auf seiner Position des rechten Abwehrspielers zum Stammspieler. Seine kompromisslose und zweikampforientierte Spielweise machte ihn zwar auf Anhieb zu einem Publikumsliebling, aber nach einer Negativserie des Vereins stand auch er aufgrund deutlich nachlassender Form im Zentrum der Kritik. Der AFC Sunderland stieg mit nur 19 Punkten in der gesamten Meisterschaftsrunde ab, wobei Trainer Peter Reid bereits wenige Wochen nach seiner Verpflichtung von Wright entlassen worden war und auch sein Nachfolger Howard Wilkinson nur fünf Monate in diesem Amt überstanden hatte.
Als Nachfolger von Wilkinson wurde schließlich mit Mick McCarthy ein ehemaliger irischer Nationaltrainer angeheuert, der in der Saison 2003/04 auf der rechten Verteidigerposition häufig zwischen Wright und Darren Williams rotierte. Als der Verein wieder kontinuierlich gute Leistungen zeigte, konnte auch Wright seine Darbietungen stabilisieren und schoss am 25. August 2003 im Stadium of Light für den AFC Sunderland gegen den FC Watford sein erstes Tor.
Die Hoffnung auf eine unmittelbare Rückkehr zum Erstligafußball musste jedoch begraben werden, da Sunderland im Play-off-Spiel gegen Crystal Palace verloren hatte. Obwohl McCarthy seinen Kader unter anderem durch die Verpflichtung des Rechtsverteidigers Mark Lynch von Manchester United verstärkte, blieb Wright die erste Wahl auf seiner Position. Nach einem schwachen Start in die Saison kehrte der AFC Sunderland 2005 durch den Gewinn der Zweitligameisterschaft in die Premier League zurück und der ehemals heftig kritisierte Wright wurde nun für seine nicht unwichtige Rolle im Aufstiegsrennen gelobt.
Diese positiven Vorzeichen für eine weitere gute Entwicklung im Erstligafußball erhielten jedoch sehr schnell einen Rückschlag, da sich Wright eine schwere Knieverletzung zuzog, die ihn nach nur einem Spiel zu einer sechsmonatigen Pause zwang. Bei seinem Comeback am 4. Februar 2006 wurde er gegen West Ham United vom Platz gestellt und zog sich im Training eine Knöchelverletzung zu, die operiert werden musste. Dies bedeutete für Wright nach nur zwei Spielen das vorzeitige Ende einer Saison, in der sich der AFC Sunderland erneut mit einer Negativpunkteausbeute aus der englischen Eliteklasse verabschiedete.
Nachfolger von Mick McCarthy wurde schließlich dessen früherer Mannschaftskamerad Niall Quinn, der vor allem auch das Amt des Vereinsvorsitzenden bekleiden sollte und später das Trainergeschäft an Roy Keane abgeben sollte. Quinn entschied sich in den ersten Spielen zunächst dafür, Wright nicht aufzustellen und setzte den Mittelfeldspieler Rory Delap auf dessen Position ein. Zu seinem ersten Spiel nach sieben Monaten kam Wright wieder bei der 2:3-Niederlage gegen Plymouth Argyle am 12. August 2006, verletzte sich aber bereits nach zwei weiteren Spielen in der Partie gegen den FC Bury erneut. Dadurch verlor er endgültig seinen Stammplatz gegenüber Nyron Nosworthy und dem zwischenzeitlich ausgeliehenen Danny Simpson auf der Position des rechten Verteidigers.

### Stoke City
Am 3. August 2007 wurde Wright für einen Zeitraum von fünf Monaten an den Zweitligisten Stoke City ausgeliehen.

### Weitere Stationen
Wright spielte im weiteren Verlauf seiner Karriere für den FC Brentford, Hartlepool United und den FC Wrexham.